# Distrikt Kabarole
Kabarole ist ein Distrikt im Westen von Uganda mit 337.800 Einwohnern. Die Hauptstadt ist Fort Portal. Nördlich der Hauptstadt liegt der Kyaningasee. Südlich befindet sich dagegen die Gruppe der Kasenda-Krater.
Einige der Ethnien des Distrikts sind die Bakiga und die Batooro in der Umgebung der Hauptstadt. Das 1993 kulturell wiederbelebte Königreich Toro hat sein Zentrum in Fort Portal. Südlich der Hauptstadt liegen auch die Karambi Tombs der Könige von Toro, deren derzeitiger Nachfolger seit 1995 Rukidi IV. ist.
Vor der Auftrennung in separate Distrikte gehörten auch Kamwenge, Bunyangabu und Kyenjojo zu Kabarole.